# Calendário UCI Feminino de 2020
O Calendário UCI Feminino 2020 (oficialmente: Women Elite Ranking), também denominado Ranking UCI Feminino de 2020, começou a 3 de dezembro na Colômbia com a Volta à Colômbia Feminina e finalizou a 18 de outubro na França com a Chrono des Nations.
No entanto, devido à propagação da Pandemia de COVID-19 algumas corridas foram suspensas, adiadas ou canceladas para evitar os contágios.

## Equipas, corridas e categorias
- Para a lista de equipas profissionais veja-se: Equipas

Nestas corridas podiam participar praticamente todas as equipas. As únicas limitações situam-se em que as equipas amadoras não podem participar nas corridas do UCI WorldTour Feminino de 2020 (as de maior categoria) e as equipas mistas só podem participar nas corridas .2 (as de menor categoria).
Nos Campeonatos Continentais (CC) também podem puntuar todo o tipo de equipas e corredoras desse continente; e dependendo a legislação de sua federação continental também podem participar, sem poder puntuar, corredoras fora desse continente.

### Categorias
Fora do UCI WorldTour Feminino de 2020 destacarão as 30 corridas de categoria .1 (8 por etapas e 22 de um dia). No seguinte quadro mostram-se as corridas com essa pontuação ordenado por países, para o resto das competições veja-se: Corridas do Calendário UCI Feminino de 2020
| Corrida                                                                   | Categoria |
| ------------------------------------------------------------------------- | --------- |
| Santos Women's Tour                                                       | 2.pro     |
| Tour de Thüringe Feminino                                                 | 2.1       |
| BeNe Ladies Tour                                                          | 2.1       |
| Através da Flandres                                                       | 1.1       |
| Dwars door de Westhoek                                                    | 1.1       |
| Gooik-Geraardsbergen-Gooik                                                | 1.1       |
| Lotto Belgium Tour                                                        | 2.1       |
| Omloop Het Nieuwsblad-vrouwen elite / Circuit Het Nieuwsblad-Femmes Elite | 1.1       |
| SPAR Flanders Diamond Tour                                                | 1.1       |
| Spar-Omloop van het Hageland-Tielt-Winge                                  | 1.1       |
| Troféu Maarten Wynants                                                    | 1.1       |
| Grand Prix Cycliste de Gatineau - RR                                      | 1.1       |
| Grand Prix Cycliste de Gatineau - ITT                                     | 1.1       |
| Independence Cycling Classic                                              | 1.1       |

| Corrida                                                | Categoria |
| ------------------------------------------------------ | --------- |
| La Classique Morbihan                                  | 1.1       |
| Grande Prêmio de Plumelec-Morbihan Feminino            | 1.1       |
| Chrono Champenois-Trophée Européen                     | 1.1       |
| Chrono des Nations                                     | 1.1       |
| Giro do Trentino Alto Adige-Südtirol                   | 1.1       |
| Giro de Emília Feminino                                | 1.1       |
| Grande Prêmio Bruno Beghelli Feminino                  | 1.1       |
| Festival Luxemburguês de Ciclismo Feminino Elsy Jacobs | 2.1       |
| EPZ Omloop van Borsele                                 | 1.1       |
| Volta à Polónia Feminino                               | 2.1       |
| Tour de Yorkshire                                      | 1.1       |
| 947 Cycle Challenge                                    | 1.1       |
| Tour da Tailândia                                      | 2.1       |

Ademais, ao igual que nos Circuitos Continentais da UCI, também pontuam os campeonatos nacionais de estrada e contrarrelógio (CN) bem como o Campeonato Mundial (CM) desse ano.

## Calendário
- Para as corridas de máxima categoria veja-se: UCI WorldTour Feminino de 2020

As seguintes são as 95 corridas que integraram o calendário UCI Feminino de 2020 (actualizado pela UCI a dezembro de 2020), ainda que o calendário podia sofrer modificações ao longo da temporada com a inclusão de novas corridas ou exclusão de outras.
| 16 – 19 jan.     | Santos Women's Tour                                         | 2.Pro | Ruth Winder (Trek-Segafredo)                               |
| 25 jan.          | Gravel and Tar La Femme                                     | 1.2   | Niamh Fisher-Black (Bigla-Katusha)                         |
| 25 jan.          | GP Belek feminino                                           | 1.2   | Olha Kulynych (Ciclotel)                                   |
| 30 jan.          | Race Torquay                                                | 1.1   | Brodie Chapman (FDJ-Nouvelle Aquitaine-Futuroscope)        |
| 5 – 6 fev.       | Herald Sun Tour Feminino                                    | 2.1   | Lucy Kennedy (Mitchelton-Scott)                            |
| 9 fev.           | Volta à Comunidade Valenciana Feminina                      | 1.1   | Marta Bastianelli (Alé BTC Ljubljana)                      |
| 13 fev.          | Grande Prêmio de Alanya feminino                            | 1.2   | Diana Klimova (Cogeas-Mettler-Look Pro Cycling Team)       |
| 14 fev.          | Grande Prêmio de Gazipaşa feminino                          | 1.2   | Olga Shekel (Astana Women's Team)                          |
| 17 – 20 fev.     | Dubai Women's Tour                                          | 2.2   | Lucy van der Haar (Hitec Products-Birk Sport)              |
| 20 – 23 fev.     | Semana Ciclista Valenciana                                  | 2.2   | Anna van der Breggen (Boels Dolmans)                       |
| 28 fev. – 1 mar. | Vuelta a Castellón femenina                                 | 2.2   | cancelado                                                  |
| 29 fev.          | Grand Prix Velo Alanya WE                                   | 1.2   | Daria Malkova (Cogeas-Mettler-Look Pro Cycling Team)       |
| 29 fev.          | Omloop Het Nieuwsblad feminino                              | 1.1   | Annemiek van Vleuten (Mitchelton-Scott)                    |
| 1 mar.           | Omloop van het Hageland                                     | 1.1   | Lorena Wiebes (Parkhotel Valkenburg)                       |
| 1 mar.           | Grand Prix Manavgat Side WE                                 | 1.2   | Hanna Tserakh (Minsk Cycling Club)                         |
| 3 mar.           | Le Samyn des Dames                                          | 1.2   | Chantal van den Broek-Blaak (Boels Dolmans)                |
| 13 mar.          | Drentse Acht van Westerveld                                 | 1.2   | cancelado                                                  |
| 18 mar.          | Nokere Koerse feminina                                      | 1.Pro | cancelado                                                  |
| 22 mar.          | Omloop van de Westhoek-Memorial Stive Vermaut               | 1.1   | cancelado                                                  |
| 1 abr.           | Através de Flandres feminina                                | 1.1   | cancelado                                                  |
| 2 – 5 abr.       | Joe Martin Stage Race Women                                 | 2.2   | cancelado                                                  |
| 8 – 12 abr.      | Bloeizone Fryslân Tour                                      | 2.1   | cancelado                                                  |
| 13 abr.          | Ronde de Mouscron                                           | 1.2   | cancelado                                                  |
| 25 abr.          | Omloop van Borsele                                          | 1.1   | cancelado                                                  |
| 29 abr. – 3 mai. | Tour de Gila feminino                                       | 2.2   | cancelado                                                  |
| 30 abr. – 3 mai. | Gracia-Orlová                                               | 2.2   | cancelado                                                  |
| 1 – 2 mai.       | Tour de Yorkshire feminino                                  | 2.1   | adiado                                                     |
| 6 – 8 mai.       | Tour of Uppsala                                             | 2.2   | cancelado                                                  |
| 8 – 10 mai.      | Festival Luxemburguês de Ciclismo Feminino Elsy Jacobs      | 2.Pro | cancelado                                                  |
| 8 mai.           | Veenendaal Veenendaal Classic Feminina                      | 1.1   | cancelado                                                  |
| 10 mai.          | Trofee Maarten Wynants                                      | 1.1   | cancelado                                                  |
| 12 – 14 mai.     | Tour of Zhoushan Island II                                  | 2.2   |                                                            |
| 15 mai.          | La Classique Morbihan                                       | 1.1   | cancelado                                                  |
| 16 mai.          | Grand Prix du Morbihan Féminin                              | 1.1   | cancelado                                                  |
| 17 mai.          | Gran Premio Ciudad de Eibar                                 | 1.2   | cancelado                                                  |
| 20 – 24 mai.     | Tour de Bretagne féminin                                    | 2.2   | cancelado                                                  |
| 21 – 24 mai.     | Volta a Burgos Féminas                                      | 2.Pro | cancelado                                                  |
| 21 mai.          | Chabany Race Women                                          | 1.2   |                                                            |
| 22 mai.          | Horizon Park Women Challenge                                | 1.2   | cancelado                                                  |
| 23 mai.          | Kyiv Olimpic Ring Women Race                                | 1.2   |                                                            |
| 24 mai.          | VR Women ITT                                                | 1.2   |                                                            |
| 26 – 31 mai.     | Volta a Turíngia feminino                                   | 2.Pro | cancelado                                                  |
| 31 mai.          | Tour de Taiyuan                                             | 1.2   |                                                            |
| 4 jun.           | Grande Prêmio Ciclista de Gatineau                          | 1.1   | cancelado                                                  |
| 5 jun.           | Chrono Gatineau                                             | 1.1   | cancelado                                                  |
| 6 jun.           | Omloop van de IJsseldelta                                   | 1.2   |                                                            |
| 7 jun.           | Dwars door de Westhoek                                      | 1.1   | cancelado                                                  |
| 14 jun.          | Diamond Tour                                                | 1.1   | cancelado                                                  |
| 25 – 28 jun.     | Tour da Bélgica feminino                                    | 2.1   | cancelado                                                  |
| 2 – 5 jul.       | Tour de Feminin - O cenu Ceskeho Svycarska                  | 2.2   | cancelado                                                  |
| 5 jul.           | 2-Districtenpijl women                                      | 1.2   | cancelado                                                  |
| 9 – 12 jul.      | BeNe Ladies Tour                                            | 2.1   | cancelado                                                  |
| 10 jul.          | Chrono Kristin Armstrong (women)                            | 1.2   |                                                            |
| 11 jul.          | Grand prix Erciyes                                          | 1.2   | cancelado                                                  |
| 12 jul.          | White Spot / Delta Road Race                                | 1.2   | cancelado                                                  |
| 12 jul.          | Grand Prix Kayseri WE                                       | 1.2   | cancelado                                                  |
| 22 jul.          | Emakumeen Nafarroako Klasikoa                               | 1.1   | Annemiek van Vleuten (Mitchelton-Scott)                    |
| 23 jul.          | Clasica Femenina Navarra                                    | 1.1   | Annemiek van Vleuten (Mitchelton-Scott)                    |
| 25 jul.          | Clássica de San Sebastián feminina                          | 1.Pro | cancelado                                                  |
| 26 jul.          | Durango-Durango Emakumeen Saria                             | 1.1   | Annemiek van Vleuten (Mitchelton-Scott)                    |
| 30 – 31 jul.     | Kreiz Breizh Elites feminina                                | 2.2   |                                                            |
| 1 ago.           | Erondegemse Pijl                                            | 1.2   | cancelado                                                  |
| 3 – 8 ago.       | Tour d'Occitanie                                            | 2.2   |                                                            |
| 15 ago.          | Flanders Ladies Classic-Sofie De Vuyst                      | 1.2   | cancelado                                                  |
| 15 ago.          | RideLondon Classique                                        | 1.Pro | cancelado                                                  |
| 15 ago.          | La Périgord Ladies                                          | 1.2   | Sheyla Gutiérrez (Movistar Team)                           |
| 18 ago.          | Giro de Emília Feminino                                     | 1.Pro | Cecilie Uttrup Ludwig (FDJ-Nouvelle Aquitaine-Futuroscope) |
| 21 – 23 ago.     | Watersley Womens Challenge                                  | 2.2   |                                                            |
| 21 – 23 ago.     | Women's Tour of Scotland                                    | 2.1   |                                                            |
| 23 ago.          | MerXem Classic                                              | 1.1   | cancelado                                                  |
| 27 – 30 ago.     | Colorado Classic                                            | 2.1   | cancelado                                                  |
| 28 ago.          | La Picto-Charentaise                                        | 1.2   | cancelado                                                  |
| 28 – 30 ago.     | Giro della Toscana Int. Femminile - Memorial Michela Fanini | 2.2   | cancelado                                                  |
| 31 ago.          | Grote Prijs Eco-Struct                                      | 1.2   | Lorena Wiebes (Sunweb)                                     |
| 3 – 9 set.       | Tour Cycliste Féminin International de l'Ardèche            | 2.1   | Lauren Stephens (Tibco-Silicon Valley Bank)                |
| 3 set.           | Grand Prix Develi WE                                        | 1.2   | Laura Toconas (Colnago CM Team)                            |
| 4 set.           | Grand Prix Cappadocia Women                                 | 1.2   | Valeriya Kononenko (Ciclotel)                              |
| 5 – 10 set.      | Le Tour de Femina                                           | 2.2   | cancelado                                                  |
| 5 set.           | Grand Prix Mount Erciyes 2200 mt                            | 1.2   | Maria Novolodskaya (Cogeas-Mettler-Look Pro Cycling Team)  |
| 6 set.           | Grand Prix World's Best High Altitude                       | 1.2   | Maria Novolodskaya (Cogeas-Mettler-Look Pro Cycling Team)  |
| 13 set.          | Grand Prix de Fourmies féminin                              | 1.2   | cancelado                                                  |
| 14 set.          | Grand Prix Velo Erciyes WE                                  | 1.2   | Valeriya Kononenko (Ciclotel)                              |
| 15 set.          | Grand Prix Central Anatolia                                 | 1.2   | Tamara Balabolina                                          |
| 19 set.          | Tour de la Semois                                           | 1.2   | Inge van der Heijden (World Cycling Centre)                |
| 20 set.          | Grande Prêmio de Isbergues Feminino                         | 1.2   | Chloe Hosking (Rally Cycling)                              |
| 4 out.           | Grande Prêmio Bruno Beghelli Feminino                       | 1.Pro | cancelado                                                  |
| 7 out.           | Flecha Brabanzona Feminina                                  | 1.1   | Grace Brown (Mitchelton-Scott)                             |
| 14 – 16 out.     | Tour da Tailândia feminino                                  | 2.1   | Jutatip Maneephan (Alé BTC Ljubljana)                      |
| 18 out.          | Chrono des Nations feminina                                 | 1.1   | cancelado                                                  |
| 7 – 11 nov.      | Volta à Colômbia Feminina                                   | 2.2   | Miryam Nuñez (Liro Sport-Alcaldía La Vega)                 |

## Classificações Parciais (UCI World Ranking Feminino)
- Não existe uma classificação exclusiva deste calendário. No Ranking UCI Feminino incluíram-se as 22 corridas do UCI WorldTour Feminino de 2020. Esta classificação baseia-se nos resultados das últimas 52 semanas de acordo com o sistema "rolling", mesmo sistema que o Ranking ATP e Ranking WTA de tênis.

Estas são as classificações finais.

### Individual
| Posição | Corredor              | Equipa                             | Pontos |
| ------- | --------------------- | ---------------------------------- | ------ |
| 1.º     | Anna van der Breggen  | Boels Dolmans                      | 2560   |
| 2.º     | Elisa Longo Borghini  | Trek-Segafredo Women               | 2532   |
| 3.º     | Annemiek van Vleuten  | Mitchelton Scott                   | 2226   |
| 4.º     | Lisa Brennauer        | WNT-Rotor                          | 1943   |
| 5.º     | Elizabeth Deignan     | Trek-Segafredo Women               | 1896   |
| 6.º     | Marianne Vos          | CCC-Liv                            | 1422   |
| 7.º     | Liane Lippert         | Sunweb Women                       | 1407   |
| 8.º     | Lotte Kopecky         | Lotto Soudal Ladies                | 1380   |
| 9.º     | Cecilie Uttrup Ludwig | FDJ Nouvelle Aquitaine Futuroscope | 1287   |
| 10.º    | Ellen van Dijk        | Trek-Segafredo Women               | 1123   |

### Classificação por equipas
Esta classificação calcula-se somando os pontos das cinco melhores corredoras de cada equipa. As equipas com o mesmo número de pontos classificam-se de acordo com a sua corredora melhor classificada.
| Posição | Equipa               | Pontos |
| ------- | -------------------- | ------ |
| 1.º     | Trek-Segafredo Women | 6931   |
| 2.º     | Boels Dolmans        | 5385   |
| 3.º     | Mitchelton Scott     | 4775   |
| 4.º     | Sunweb Women         | 3847   |
| 5.º     | Paule Ka             | 3222   |

### Países
A classificação por países calcula-se somando os pontos das cinco melhores corredoras da cada país. Os países com o mesmo número de pontos classificam-se de acordo a seu corredora melhor classificado.
| Posição | País          | Pontos |
| ------- | ------------- | ------ |
| 1.º     | Países Baixos | 8314   |
| 2.º     | Itália        | 4588   |
| 3.º     | Alemanha      | 3806   |
| 4.º     | Reino Unido   | 3037   |
| 5.º     | Austrália     | 2906   |